# Pseudacris triseriata
Pseudacris triseriata es una especie de anfibio anuro distribuido por Norteamérica desde el sur de Quebec hasta Dakota del Sur y desde Kansas a Oklahoma y posiblemente México.